# Pachyolpium
Pachyolpium es un género de arácnido del orden Pseudoscorpionida de la familia Olpiidae.

## Especies
Las especies de este género son::
- Pachyolpium arubense Beier, 1936
- Pachyolpium atlanticum Mahnert & Schuster, 1981
- Pachyolpium brevifemoratum (Balzan, 1887)
- Pachyolpium brevipes (With, 1907)
- Pachyolpium confusum Tooren, 2002
- Pachyolpium crassichelatum (Balzan, 1887)
- Pachyolpium erratum Beier, 1931
- Pachyolpium furculiferum (Balzan, 1892)
- Pachyolpium fuscipalpum (Muchmore, 1977)
- Pachyolpium granulatum Beier, 1954
- Pachyolpium irmgardae Mahnert, 1979
- Pachyolpium isolatum (Chamberlin, 1925)
- Pachyolpium machadoi (Heurtault, 1982)
- Pachyolpium medium Hoff, 1945
- Pachyolpium paucisetosum (Muchmore, 1977)
- Pachyolpium reimoseri Beier, 1931